# Lista över fornlämningar i Söderköpings kommun (Sankt Anna)
Lista över fornlämningar i Söderköpings kommun (Sankt Anna) är en förteckning av ett urval av de fornlämningar som finns i Sankt Anna i Söderköpings kommun.
| Namn                          | Lämningstyp             | Tillkomsttid | Historisk indelning      | Plats | Läge                 | ID-nr          | Bild                                 |
| ----------------------------- | ----------------------- | ------------ | ------------------------ | ----- | -------------------- | -------------- | ------------------------------------ |
| Sankt Anna 5:1                | Kyrka/kapell            |              | Sankt Anna, Östergötland |       | 58.351029, 16.705246 | 10048400050001 | Ladda upp en bild av detta fornminne |
| Sankt Anna 7:1                | Stensättning            |              | Sankt Anna, Östergötland |       | 58.347690, 16.837208 | 10048400070001 | Ladda upp en bild av detta fornminne |
| Sankt Anna 11:1               | Röse                    |              | Sankt Anna, Östergötland |       | 58.320989, 16.744666 | 10048400110001 | Ladda upp en bild av detta fornminne |
| Sankt Anna 12:1               | Stensättning            |              | Sankt Anna, Östergötland |       | 58.337939, 16.860687 | 10048400120001 | Ladda upp en bild av detta fornminne |
| Sankt Anna 16:1               | Begravningsplats        |              | Sankt Anna, Östergötland |       | 58.393834, 16.922151 | 10048400160001 | Ladda upp en bild av detta fornminne |
| Sankt Anna 17:1               | Röse                    |              | Sankt Anna, Östergötland |       | 58.400374, 16.906508 | 10048400170001 | Ladda upp en bild av detta fornminne |
| Sankt Anna 17:2               | Röse                    |              | Sankt Anna, Östergötland |       | 58.400375, 16.906264 | 10048400170002 | Ladda upp en bild av detta fornminne |
| Sankt Anna 17:3               | Stensättning            |              | Sankt Anna, Östergötland |       | 58.400495, 16.906255 | 10048400170003 | Ladda upp en bild av detta fornminne |
| Sankt Anna 18:1               | Röse                    |              | Sankt Anna, Östergötland |       | 58.406155, 16.886660 | 10048400180001 | Ladda upp en bild av detta fornminne |
| Sankt Anna 18:2               | Stensättning            |              | Sankt Anna, Östergötland |       | 58.406137, 16.886906 | 10048400180002 | Ladda upp en bild av detta fornminne |
| Jättekastet (Sankt Anna 20:1) | Röse                    |              | Sankt Anna, Östergötland |       | 58.419234, 16.826161 | 10048400200001 | Ladda upp en bild av detta fornminne |
| Sankt Anna 22:1               | Begravningsplats        |              | Sankt Anna, Östergötland |       | 58.447936, 16.995889 | 10048400220001 | Ladda upp en bild av detta fornminne |
| Sankt Anna 23:1               | Röse                    |              | Sankt Anna, Östergötland |       | 58.460614, 16.877449 | 10048400230001 | Ladda upp en bild av detta fornminne |
| Sankt Anna 24:1               | Stensättning            |              | Sankt Anna, Östergötland |       | 58.460782, 16.874054 | 10048400240001 | Ladda upp en bild av detta fornminne |
| Sankt Anna 27:1               | Minnesmärke             |              | Sankt Anna, Östergötland |       | 58.399043, 16.793531 | 10048400270001 | Ladda upp en bild av detta fornminne |
| Sankt Anna 29:1               | Minnesmärke             |              | Sankt Anna, Östergötland |       | 58.407655, 16.825665 | 10048400290001 | Ladda upp en bild av detta fornminne |
| Sankt Anna 34:1               | Stensättning            |              | Sankt Anna, Östergötland |       | 58.335008, 16.722448 | 10048400340001 | Ladda upp en bild av detta fornminne |
| Sankt Anna 34:2               | Stensättning            |              | Sankt Anna, Östergötland |       | 58.335078, 16.722574 | 10048400340002 | Ladda upp en bild av detta fornminne |
| Sankt Anna 34:3               | Stensättning            |              | Sankt Anna, Östergötland |       | 58.335010, 16.722670 | 10048400340003 | Ladda upp en bild av detta fornminne |
| Sankt Anna 35:1               | Fornborg                |              | Sankt Anna, Östergötland |       | 58.333971, 16.749057 | 10048400350001 | Ladda upp en bild av detta fornminne |
| Sankt Anna 41:1               | Röse                    |              | Sankt Anna, Östergötland |       | 58.365905, 16.719836 | 10048400410001 | Ladda upp en bild av detta fornminne |
| Sankt Anna 42:1               | Stensättning            |              | Sankt Anna, Östergötland |       | 58.376011, 16.706022 | 10048400420001 | Ladda upp en bild av detta fornminne |
| Sankt Anna 44:1               | Gravfält                |              | Sankt Anna, Östergötland |       | 58.362750, 16.688462 | 10048400440001 | Ladda upp en bild av detta fornminne |
| Sankt Anna 46:1               | Stensättning            |              | Sankt Anna, Östergötland |       | 58.356795, 16.722610 | 10048400460001 | Ladda upp en bild av detta fornminne |
| Sankt Anna 47:1               | Stensättning            |              | Sankt Anna, Östergötland |       | 58.356056, 16.730151 | 10048400470001 | Ladda upp en bild av detta fornminne |
| Sankt Anna 53:1               | Stensättning            |              | Sankt Anna, Östergötland |       | 58.319998, 16.998454 | 10048400530001 | Ladda upp en bild av detta fornminne |
| Sankt Anna 55:1               | Stensättning            |              | Sankt Anna, Östergötland |       | 58.314576, 17.006399 | 10048400550001 | Ladda upp en bild av detta fornminne |
| Sankt Anna 66:1               | Fiskeläge               |              | Sankt Anna, Östergötland |       | 58.376060, 17.030151 | 10048400660001 | Ladda upp en bild av detta fornminne |
| Sankt Anna 68:1               | Fiskeläge               |              | Sankt Anna, Östergötland |       | 58.346162, 17.044937 | 10048400680001 | Ladda upp en bild av detta fornminne |
| Sankt Anna 73:1               | Fiskeläge               |              | Sankt Anna, Östergötland |       | 58.439263, 17.037185 | 10048400730001 | Ladda upp en bild av detta fornminne |
| Sankt Anna 79:1               | Fornborg                |              | Sankt Anna, Östergötland |       | 58.315471, 16.818492 | 10048400790001 | Ladda upp en bild av detta fornminne |
| Sankt Anna 87                 | Stensättning            |              | Sankt Anna, Östergötland |       | 58.359359, 16.895800 | 12000000006747 | Ladda upp en bild av detta fornminne |
| Sankt Anna 91                 | Stensättning            |              | Sankt Anna, Östergötland |       | 58.313023, 16.749966 | 12000000006753 | Ladda upp en bild av detta fornminne |
| Sankt Anna 93                 | Stensättning            |              | Sankt Anna, Östergötland |       | 58.289243, 16.767813 | 12000000006756 | Ladda upp en bild av detta fornminne |
| Sankt Anna 99                 | Husgrund, historisk tid |              | Sankt Anna, Östergötland |       | 58.395424, 16.794716 | 12000000006765 | Ladda upp en bild av detta fornminne |
| Sankt Anna 124                | Lägenhetsbebyggelse     |              | Sankt Anna, Östergötland |       | 58.358362, 16.878127 | 12000000007936 | Ladda upp en bild av detta fornminne |
| Sankt Anna 130                | Lägenhetsbebyggelse     |              | Sankt Anna, Östergötland |       | 58.403208, 16.788751 | 12000000009582 | Ladda upp en bild av detta fornminne |
| Sankt Anna 140                | Stensättning            |              | Sankt Anna, Östergötland |       | 58.421028, 16.870970 | 12000000025859 | Ladda upp en bild av detta fornminne |